# 斎藤昇
齋藤 昇（さいとう のぼる、1903年〈明治36年〉1月28日 - 1972年〈昭和47年〉9月8日）は、日本の内務官僚、政治家。位階は正三位。
運輸大臣、厚生大臣、警察庁長官を務めた。参議院議長を務めた斎藤十朗は子息。

## 経歴
三重県阿山郡東柘植村（現在・伊賀市）出身。父・角蔵、母・のぶへの長男として生まれる。
上野中学、八高を経て、東京帝国大学入学。
1925年（大正14年）に東京帝大農学部農学科を卒業し、1926年（大正15年）高等試験に合格した。1927年（昭和2年）、内務省に入省した。1928年（昭和3年）に東京帝大法学部政治学科を卒業する。地方局属、地方局行政課長、大臣官房文書課長、防空総本部総務局長等を歴任した。
終戦間もない1946年（昭和21年）1月15日に山梨県知事に就任。1947年（昭和22年）2月には内務次官として本省へ戻る。その後、1947年（昭和22年）10月に警視総監（警視庁 (内務省)としては最後の総監）、1948年（昭和23年）3月には旧警察法施行と同時に国家地方警察本部長官に就任、新警察法を作り、戦後警察の基礎を築く。1951年（昭和26年）、不正入出国に関する件で衆議院行政監察特別委員会に証人喚問された。
1954年（昭和29年）7月、新警察法施行・警察庁発足時に初代の警察庁長官に就任し、効率化・民主化・政治的中立性という柱を掲げて戦後警察制度の推移する中で現行制度を確立する。昭和30年（1955年）7月に退官。
1955年（昭和30年）8月、三重県選挙区の参議院補欠選挙で初当選。以後3期当選。自由民主党では佐藤栄作派に属し、1961年（昭和36年）7月に第2次池田第1次改造内閣の運輸大臣として初入閣。1968年（昭和43年）11月に第2次佐藤第2次改造内閣の厚生大臣に就任。1970年（昭和45年）1月に退任するが、1971年（昭和46年）7月の第3次佐藤改造内閣発足で再び厚生大臣に就任した。
1972年（昭和47年）9月8日に死去。正三位勲一等旭日大綬章。1958年（昭和33年）7月から死去するまで三重県遺族会の会長も務めた。

## 人物像
趣味は剣道。宗教は仏教。

## 家族・親族

### 斎藤家
（三重県伊賀市、東京市芝区白金猿町、東京都渋谷区）
- 妻・美知子（三重、菅野四郎長女）
明治41年（1908年）9月生 - 昭和61年10月没
- 子供
  - 長男　齋藤七朗（苫小牧駒沢大学国際センター長）
  - 次男　齋藤十朗